# I/o (album)
 (octobre 2023).
Si vous disposez d'ouvrages ou d'articles de référence ou si vous connaissez des sites web de qualité traitant du thème abordé ici, merci de compléter l'article en donnant les références utiles à sa vérifiabilité et en les liant à la section « Notes et références ».
Pour les articles homonymes, voir I/O.
Albums de Peter Gabriel
Rated PG
(2019)
i/o est le titre du dixième album studio solo de Peter Gabriel, sorti le 1er décembre 2023.

## Historique
L'histoire d'i/o est étroitement liée à celle de la création de l'album Up, dont la réalisation a duré près de dix ans pour Peter Gabriel. Certaines des chansons ayant été enregistrées pour la première fois lors de ces seances d'enregistrement américaines. Après la tournée mondiale Secret World Live, Gabriel passe une grande partie des années 1990 à écrire de nouveaux morceaux, et dans des interviews vers 2002, il a déclaré que quatre albums sortiraient de cette période d'écriture; il aurait écrit et préparé plus de cent-trente chansons, dont dix ont été retenues pour Up.

### Longue gestation
À l'origine, ce prochain album devait sortir en 2004, ou à 18 mois d'intervalle avec Up, mais les tournées ayant suivi la sortie de ce dernier, Growing Up Live et Still Growing Up Live en 2003 et 2004 l'ont repoussé.
Selon un article du magazine Rolling Stone de 2005, Gabriel avait 150 chansons à différentes étapes, sur lesquelles il avait travaillé avec l'ingénieur Richard Chappell et le percussionniste Ged Lynch (en). Il a également parlé de la possibilité de les terminer, de les arranger pour un groupe, de présenter sur scène d'abord et ensuite seulement de les enregistrer pour en faire un album. Il a également déclaré à propos d'une possibilité de tournée : « J'aimerais essayer peut-être juste moi et un percussionniste, ou un percussionniste et une basse. C'est bien parfois de lâcher ses béquilles. »
Au cours du dernier trimestre de 2008, Gabriel, via ses mises à jour vidéo mensuelles du Moon Club sur son site officiel, mentionne qu'il était de retour en studio plus régulièrement, se concentrant sur l'enregistrement d'i/o et de son projet de reprises Scratch My Back qui sortira en 2010. Cependant, en mars 2012, Gabriel annonce dans ses mises à jour vidéo qu'il travaillait maintenant sur douze idées de chansons « toutes nouvelles »[réf. nécessaire].
En 2013, Gabriel a téléchargé des photos de lui-même et de Ged Lynch dans le studio d'enregistrement. Bien qu'aucune date de sortie n'ait été annoncée, Gabriel avait l'intention de se concentrer davantage sur ce projet avant de s'engager dans quoi que ce soit d'autre. Dans une interview de 2013 avec la revue Rolling Stone, il mentionne qu'il a vingt chansons en préparation. « J'ai vraiment besoin d'arrêter de faire d'autres choses et de m'enfermer pendant un certain temps. Cela n'a probablement pas bougé autant que je l'aurais souhaité entre-temps. Les chansons sont toujours là, mais certaines d'entre elles, je les referais maintenant et il y a aussi des nouveautés. Je continue d'arranger « jusqu'à ce que les vaches rentrent à la maison, » ce qui est parfois une faiblesse ».
Dans une interview accordée en 2014 toujours à Rolling Stone, Gabriel a révélé qu'il travaille sur « des trucs joyeux [parce que] c'est très facile pour moi de tomber dans des trucs de mauvaise humeur. » Il a également expliqué comment il a écrit des chansons au cours des deux dernières semaines qui pourraient se retrouver sur un « disque de danse organique », avant de remettre en question la possibilité que le titre du disque soit i/o, en raison de la similitude avec le titre d'autres albums[pas clair]. Il révèle sur son compte Facebook en 2014 qu'il travaillait sur une chanson intitulée Here Comes Love[réf. nécessaire].
Tout au long de 2015 et 2016, Peter Gabriel continue à publier de nombreux messages sur Facebook et Instagram à propos de l'avancement du travail du nouvel album. Il révéle également une autre chanson avec le titre provisoire de In and Out[pas clair]. En 2016, il sort deux nouveaux singles : I'm Amazing et The Veil[réf. nécessaire]. En mars 2018, Gabriel annonce sur Facebook que le nouvel album était au stade de « coming »[réf. nécessaire].
En avril 2019, Gabriel mentionne sur la BBC Radio que la production musicale du disque a été en pause, afin qu'il puisse s'occuper de sa femme alors malade, mais qu'il y était revenu maintenant qu'elle s'était complètement rétablie. Il dit qu'il travaillait sur environ « 50 idées », avec l'intention de terminer les chansons d'ici la fin de 2019 pour ensuite « les ouvrir au groupe » au début de l'année suivante, puis « sortir un disque ». La même année, il sort un nouveau single intitulé This Is Party Man[réf. nécessaire].
En mars 2020, Gabriel répond à un article du Times et révéle qu'il travaillait sur une chanson sur le thème du vieillissement, intitulée So Much[réf. nécessaire].
Au sujet de la nouvelle musique sur laquelle il travaille, interviewé par le magazine Uncut pour son numéro de juillet 2020, Peter Gabriel déclare : « Je suis excité par ce qui se prépare en ce moment - j'ai été pas mal ralenti par le confinement, nous n'avons pas pu avoir Dickie comme ingénieur ici - mais j'ai assez de chansons que j'aime pour faire un disque dont je suis fier. » Il poursuit en déclarant que l'album allait « bientôt » sortir. En juin 2022, le batteur Manu Katché laisse entendre que l'album sortirait aux alentours de la fin d'année.

### Tournée et sortie de l'album
En novembre 2022, alors que la date de sortie de l'album n'est toujours pas précisée, le site officiel de Peter Gabriel annonce la tournée i/o qui débute en mai 2023 en Pologne. Un premier extrait de l'album, la chanson Panopticom (en), sort en single le 6 janvier 2023. Gabriel dévoile une nouvelle chanson simultanément à chacune des pleines lunes de l'année 2023. Chacune d'elles est offerte en téléchargement dans des mixages dits Bright-Side, réalisés par Mark « Spike » Stent, et Dark-Side, revus par Tchad Blake. 
L'album sortira le 1er décembre 2023. Chacune des versions sera offerte en 33 tours doubles en vinyle tandis que ces deux mixes seront inclus dans l'album double en CD. Une troisième relecture en format Dolby Atmos par Hans-Martin Buff, le In-Side Mix, est offert sur un disque Blu-ray dans le boîtier contenant l'album double. Un autre boîter plus élaboré sera disponible le 8 mars 2024. À l'instar de ses deux précédents albums, Us et Up, Gabriel invite des artistes, cette fois, Ai Weiwei, Nick Cave, Olafur Eliasson, Henry Hudson (en), Annette Messager, Antony Micallef (en), David Moreno, Cornelia Parker, Megan Rooney, Tim Shaw (en), David Spriggs (en) et Barthélémy Toguo, afin de créer une œuvre d'art pour illustrer chacune des chansons. La pochette est l'œuvre du photographe Nadav Kander.
i/o se place en première position du UK Albums Chart, son troisième album a atteindre ce sommet après Peter Gabriel « 3 » en 1980 et So en 1986. L'album se classe à la 99e position du Billboard 200 à son entrée le 16 décembre.

## Liste des chansons
| No  | Titre                     | Date de sortie en téléchargement | Durée |
| --- | ------------------------- | -------------------------------- | ----- |
| 1.  | Panopticom (en)           | 6 janvier                        | 5:13  |
| 2.  | The Court (en)            | 5 février                        | 4:20  |
| 3.  | Playing for Time (en)     | 7 mars                           | 6:17  |
| 4.  | i/o (en)                  | 6 avril                          | 3:52  |
| 5.  | Four Kinds of Horses (en) | 5 mai                            | 6:47  |
| 6.  | Road to Joy (en)          | 3 juin                           | 5:21  |
| 7.  | So Much (en)              | 3 juillet                        | 4:50  |
| 8.  | Olive Tree (en)           | 1er août                         | 5:59  |
| 9.  | Love Can Heal (en)        | 31 août                          | 6:00  |
| 10. | This is Home (en)         | 29 septembre                     | 5:05  |
| 11. | And Still (en)            | 28 octobre                       | 7:41  |
| 12. | Live and Let Live (en)    | 27 novembre                      | 7:12  |

## Personnel
Cette section a été traduite du Wikipedia anglophone consacré au disque i/o de Peter Gabriel.
- Peter Gabriel – chant, chœurs, claviers, piano (sur The Court et So Much), synthétiseurs, programmation (sur Panopticom, The Court, i/o et Road to Joy), charango (sur Road to Joy)
- David Rhodes – guitares (sauf sur Playing for Time), guitare acoustique 12 cordes (sur So Much), chœurs
- Tony Levin – basse, Stick
- Don-E (en) - synthétiseur basse (sur Road to Joy)
- Manu Katché – batterie (sauf sur Four Kinds of Horses, So Much, Love Can Heal et And Still)
- Josh Shpak - trompette (sur Road to Joy et Olive Tree)
- Melanie Gabriel – chœurs (sur The Court, Four Kinds of Horses, So Much et Love Can Heal)
- Ríoghnach Connolly - chœurs (sur Panopticom, Love Can Heal et This Is Home)
- Brian Eno – synthétiseurs (sur Panopticom et The Court), cloches (sur Panopticom), percussions (sur The Court), programmation rythmique et progression (sur Four Kinds of Horses et Road to Joy), vers électriques et synthés supplémentaires (sur Four Kinds of Horses), guitare modifiée et ukulélé (sur Road to Joy)
- Tom Cawley – piano (sur Playing for Time)
- Oli Jacobs – synthétiseurs (sur Panopticom, Playing for Time et i/o), programmation (sur Panopticom, The Court et i/o), piano (sur Four Kinds of Horses)
- Katie May – guitare acoustique (sur Panopticom et i/o), percussions (sur The Court), guitare électrique Rickenbacker (sur i/o), synthétiseurs (sur i/o ), programmation rythmique (sur Four Kinds of Horses)
- Richard Evans - flageolet irlandais (sur i/o)
- Richard Chappell – programmation (sur Panopticom, The Court et i/o)
- Richard Russell - percussions (sur Four Kinds of Horses)
- Hans-Martin Buff - percussions et synthétiseurs supplémentaires (sur Road to Joy)
- Ron Aslan - synthétiseurs supplémentaires (sur Road to Joy)

### Membres de l'orchestre et du chœur
- Violons : Everton Nelson (premier violon), Ian Humphries, Louisa Fuller, Charles Mutter, Cathy Thompson, Natalia Bonner, Richard George, Marianne Haynes, Martin Burgess, Clare Hayes, Debbie Widdup, Odile Ollagnon
- Altos : Bruce White, Fiona Bonds, Peter Lale, Rachel Roberts
- Violoncelles : Ian Burdge, Chris Worsey, Caroline Dale, William Schofield, Tony Woollard, Chris Allan
- Contrebasses : Chris Laurence, Stacey Watton, Lucy Shaw
- Trompette : Andrew Crowley
- Trombone ténor/Euphonium : Andy Wood
- Trombone ténor : Tracy Holloway
- Trombone basse : Richard Henry
- Tuba : David Powell
- Cor d'harmonie : David Pyatt, Richard Bissil
- Flûte : Eliza Marshall
- Chef d'orchestre : John Metcalfe (en)
- Arrangements orchestraux : John Metcalfe, Peter Gabriel (sur The Court et So Much) et Ed Shearmur (sur Playing for Time)
- Soweto Gospel Choir : (sur i/o, Road to Joy et Live and Let Live)[23] 
 Soprano : Linda Sambo, Nobuhle Dhlamini, Phello Jiyane, Victoria Sithole 
 Alto : Maserame Ndindwa, Phumla Nkhumeleni, Zanele Ngwenya, Duduzile Ngomane 
 Ténor : George Kaudi, Vusimuzi Shabalala, Xolani Ntombela, Victor Makhathini 
 Basse : Thabang Mkhwanazi, Goodwill Modawu, Warren Mahlangu, Fanizile Nzuza
- Directeur musical / arrangeur vocal : Bongani « Honey » Ncube
- Orphei Drängar : chœurs (sur This Is Home)[24]